# Allied Telesis
Allied Telesis — международная компания, специализирующаяся на рынке телекоммуникаций (бывшая Allied Telesyn). Включает в себя 40 подразделений работающих в 23 странах мира — под общим именем Allied Telesis Group. Имеет более 2200 сотрудников и 6 центров разработки (R&D) по всему миру (2013).

## История деятельности
Компания известна в Европе как Allied Telesis International и Америке как Allied Telesis Inc., которые
являются подразделениями общей группы компаний Allied Telesis Group.
Штаб-квартира холдинга Allied Telesis Group (Allied Telesis Holdings K.K.) находится в г. Токио, Япония.
Американская штаб-квартира компании находится в г. Ботхелл, штат Вашингтон, США.
Европейская штаб-квартира компании находится в г. Кьяссо, Швейцария.
Основана в 1987 году предпринимателем Такаёси Осимой (Takayoshi Oshima).
Компания является поставщиком решений для сетей Ethernet & IP, а также услуг Triple Play. Один из лидеров в разработке и производстве оборудования сетей Ethernet, систем оптической транспортировки и широкополосного доступа, которые могут применяться как в корпоративных, так и городских, региональных сетях поставщиков услуг (операторов связи).

## Ключевые моменты развития
| Март 1987     | Основание компании System Plus Co. с капиталом ¥1 млн.                                                                                       |
| Сентябрь 1987 | Переименование в Allied Telesis K.K. . |
| Апрель 1990   | Капитализация компании увеличилась до ¥99 млн.                                                                                               |
| Февраль 1991  | Allied Telesis Intl. (Азия) Pte.,Ltd основана в Сингапуре.                                                                                   |
| Июнь 1995     | Allied Telesis Intl. Pty Ltd. основана в Австралии.                                                                                          |
| Июнь 1997     | Акционерный капитал увеличивается до ¥734 млн.                                                                                               |
| Май 1999      | Приобретает сетевое подразделение Teltrend Ltd., США.                                                                                        |
| Июнь 2000     | Allied Telesis Europe Service S.r.l. открыт в Италии.                                                                                        |
| Июль 2000     | Allied Telesis K.K. котируются на второй секции Токийской фондовой биржи TYO: 6835.                                                          |
| Октябрь 2000  | R&D центр создан в Крайстчерч, Новая Зеландия                                                                                                |
| Март 2001     | Открыто подразделение Allied Telesis Philippines Inc. на Филиппинах для разработки программного обеспечения.                                 |
| Октябрь 2001  | R&D центр Allied Telesis Networks создается в Северной Каролине, США.                                                                        |
| Январь 2002   | Allied Telesis International SA основана в Швейцарии.                                                                                        |
| Июль 2004     | Allied Telesis K.K. меняет название на Allied Telesis Holdings K.K.                                                                          |
| Март 2005     | Приобретение производителя беспроводных решений, ROOT Inc.                                                                                   |
| Май 2005      | Allied Telesis Capital Corp создается в штате Вашингтон, США.                                                                                |
| Июнь 2007     | Allied Telesis начинает продажи SwitchBlade x908 — стекируемый модульный шассийный коммутатор уровня L3 с многозадачной ОС AlliedWare Plus . |
| Ноябрь 2008   | Allied Telesis представляет на рынке серию экологичных «зеленых» продуктов Eco-friendly.                                                     |
| Октябрь 2012  | Allied Telesis запускает SwitchBlade x8112 — шассийный коммутатор уровня L3 на 12 слотов.                                                    |
| Апрель 2014   | Allied Telesis выпускает карту управления SBx81CFC960 для шассийных коммутаторов серии SwitchBlade x8100.                                    |
| Июль 2014     | Allied Telesis представляет серию стекируемых коммутаторов х310.                                                                             |

## Продукция
Основные категории выпускаемого компанией оборудования следующие:
- Неуправляемые и управляемые коммутаторы
- Управляемые коммутаторы 2,3,4 уровня
- Мультисервисные платформы доступа (iMAP)
- Медиашлюзы (абонентские устройства iMG)
- Сетевые карты
- Маршрутизаторы
- Беспроводное оборудование
- Медиаконвертеры
- Оптические модули

### Наиболее известные продукты и технологии
- Медиаконвертеры
- Коммутаторы серии Rapier
- Коммутаторы SwitchBlade  x8100, SwitchBlade x908, x900, x600, x610, x510, x310, x210
- ОС AlliedWare
- ОС AlliedWare Plus [5] — модульная, многозадачная ОС, под управлением которой работают L3 коммутаторы X-серии
- EPSR[6] (Ethernet Protection Switching Ring)
- Virtual Chassis Stacking (VCStack[7])
- Allied Telesis Management Framework (AMF[8])